# Ковалівка (Миколаївський район)
Ковалі́вка — село в Україні, в Ольшанській селищній громаді Миколаївського району Миколаївської області. Населення становить 2031 особу.

## Історія
Біля села знаходиться Соколова Могила — багате поховання представниці вищої сарматської знаті I ст.
Станом на 1886 у селі Ковалівка, центрі Ковалівської волості Одеського повіту Херсонської губернії, мешкало 772 особи, налічувалось 136 дворових господарств, існував земський стояночний пункт. За ½ версти — 3 лавки. За версту — зруйнована православна церква, молитовний будинок, недіючий винокуренний завод. За 1½ верст — лавка. За 4 версти — камера мирового судді. За 7 верст — лавка.
У селі Авдотіївка мешкало 300 осіб, налічувалось 60 дворів, існували зруйновані пивоваренний та цегельний заводи.
Згодом село Авдотіївка злилося з селом Ковалівка.

## Населення

### Мова
Розподіл населення за рідною мовою за даними перепису 2001 року:
| Мова            | Кількість | Відсоток |
| --------------- | --------- | -------- |
| українська      | 1791      | 88.18%   |
| російська       | 212       | 10.44%   |
| румунська       | 10        | 0.49%    |
| вірменська      | 6         | 0.30%    |
| болгарська      | 2         | 0.10%    |
| білоруська      | 1         | 0.05%    |
| гагаузька       | 1         | 0.05%    |
| інші/не вказали | 8         | 0.39%    |
| Усього          | 2031      | 100%     |